# آرتور استادنروت
آرتور استادنروت (انگلیسی: Arthur Studenroth; ۹ اکتبر ۱۸۹۹ – ۱۴ مارس ۱۹۹۲) دونده اهل ایالات متحده آمریکا بود.